# Agnes Geene
Agnes Geene, née en 1947, (épouse Agnes van der Meulen), est une joueuse de badminton néerlandaise.

## Carrière
Agnes Geene remporte les championnats juniors aux Pays-Bas en 1964. L'année suivante, elle s'impose pour la première fois en tant que senior. Elle remporte les championnats de double dames et de simple dames. Six autres titres suivent jusqu'en 1974. Elle remporte la médaille de bronze aux Championnats d'Europe de badminton de 1968 en double féminin.